# Anthony E. Zuiker
Anthony E. Zuiker, né le 17 août 1968 à Blue Island dans l'état de l'Illinois aux États-Unis, est un scénariste, un écrivain et un producteur américain.

## Biographie
Il décroche une licence en lettres (Bachelor of Arts degree) d'anglais à l'université de Las Vegas, Nevada. Il travaille comme bagagiste à l'hôtel-casino The Mirage à Las Vegas dans lequel il conduit un petit train pour les visiteurs. Un agent hollywoodien le contacte pour lui proposer 30 000 $ pour acheter un sketch qu'il venait d'écrire. Il décide alors de tenter sa chance à Hollywood en achetant un livre intitulé Comment réussir à la télévision ?.

## Filmographie

### En tant que scénariste
- 1999 : The Runner de Ron Moler
- 2000 - 2015 : Les Experts (CSI: Crime Scene Investigation)
- 2002 : Les Experts : Miami (CSI: Miami)
- 2004 : Les Experts : Manhattan (CSI: NY)
- 2015-2016 : Les Experts : Cyber (CSI: Cyber)

### En tant que producteur
(PE) = Producteur exécutif
- 1999 : The Runner de Ron Moler (Coproducteur)
- 2000 : Les Experts (CSI: Crime Scene Investigation) (PE)
- 2002-2012 : Les Experts : Miami (CSI: Miami) (PE)
- 2003 : Les Experts (jeu vidéo) (PE)
- 2004-2013 : Les Experts : Manhattan (PE)
- 2015-2016 : Les Experts : Cyber (CSI: Cyber)
- 2021 : CSI: Vegas (PE)

### En tant qu'acteur
- 2000 : Les Experts (CSI: Crime Scene Investigation) :
- 2001 : Ellie : caissier du casino (épisode 10 saison 2)
- 2003 : Last Laugh : Heckler (épisode 20 saison 3)
- 2004 : Early Rollout : homme de sécurité (épisode 15 saison 4)

## Récompense
- 2004 : Silver Nitrate Award au Las Vegas Film Critics Society Awards

## Œuvre littéraire

### SérieLevel 26(avecDuane Swierczynski)
- Dark Origins (2009) Publié en français sous le titre Level 26 :Tome 1, Paris, Michel Lafon, 2010, réédition J'ai Lu, Thriller, 2011.
- Dark Prophecy (2010) Publié en français sous le titre Level 26 :Tome 2 : Dark Prophecy, Paris, Michel Lafon, 2010, réédition J'ai Lu, Thriller, 2012.
- Dark Revelations (2011) Publié en français sous le titre Level 26 :Tome 3 : Dark Révélations, Paris, Michel Lafon, 2011, réédition J'ai Lu, Thriller, 2013.

## Adaptations
- 2009 : Level 26: Dark Origins, d'après le roman éponyme.
- 2010 : Level 26: Dark Prophecy, d'après le roman éponyme.
- 2011 : Level 26: Dark Revelations, d'après le roman éponyme.